# Berga Kulle
Berga Kulle este o arie protejată (arie specială de conservare — SAC, sit de importanță comunitară — SCI) din Suedia întinsă pe o suprafață de 32,2 ha, integral pe uscat.

## Localizare
Centrul sitului Berga Kulle este situat la coordonatele 58°43′54″N 16°48′47″E / 58.7316°N 16.8131°E.

## Înființare
Situl Berga Kulle a fost declarat sit de importanță comunitară în iunie 2001 pentru a proteja 1 specie de plante. Situl a fost protejat și ca arie specială de conservare în martie 2011.

## Biodiversitate
Situată în ecoregiunea boreală, aria protejată conține 1 habitat natural: Taiga vestică.
La baza desemnării sitului se află o specie protejată de  plante: Buxbaumia viridis.